# Pega-azul
A pega-azul (Cyanopica cyanus), ou rabilongo, Pega-azul-asiática ou pega-de-asa-azul é uma ave da família Corvidae (corvos).

## Características
- Comprimento: 34 a 35 cm
- Envergadura: 13 a 14 cm
- Peso: 65 a 76 g
- Longevidade:

Esta ave é nativa do sul da Península Ibérica (Portugal e Espanha) e também da China, Coreia, Japão, norte da Mongólia e sul da Rússia.
Esta distribuição tão particular deve-se à fragmentação de uma população contínua que se estendia desde a Península Ibérica ao Extremo Oriente há cerca de 1,2 milhões de anos. A divisão deveu-se às alterações climáticas provocadas pela última Idade do Gelo: a redução da temperatura foi tão acentuada que fez com que as populações desta espécie tivessem desaparecido da Europa de Leste e do Médio Oriente, resistindo apenas as populações situadas nos extremos do continente euro-asiático. Aí encontraram refúgio, pois as temperaturas eram mais toleráveis.

## Habitat
Na Península Ibérica, o seu habitat natural são as matas de azinheiras e sobreiros do centro e sul. São ainda vistas com frequência em olivais, pinhais, pomares e eucaliptais.
É durante os meses de Abril e Maio que a pega-azul inicia o seu período reprodutivo. Geralmente nidificam em colónias, podendo encontrar-se, por vezes, vários ninhos na mesma árvore. A postura é de 5 a 7 ovos que são incubados durante 15 dias exclusivamente pelas fêmeas, sendo estas, entretanto, alimentadas pelos machos.
A base da sua alimentação são os insectos, que no Outono complementa com bagas e sementes.
Dadas as recentes descobertas (mais precisamente, em 2002) sobre a distribuição e a filogenia da pega-azul, a sua classificação sistemática encontra-se neste momento em discussão. As seguintes subespécies, baseadas em características morfológicas e padrões geográficos diferentes:
- C. cyanus cooki (Península Ibérica)
- C. cyanus cyanus (Ásia)
- C. cyanus gili (Península Ibérica)
- C. cyanus pallescens (Ásia)
- C. cyanus interposita (Ásia)
- C. cyanus japonica (Ásia)
- C. cyanus jeholica (Ásia)
- C. cyanus kansuensis (Ásia)
- C. cyanus koreensis (Ásia)
- C. cyanus stegmanni (Ásia)
- C. cyanus swinhoei (Ásia)

continuam a ser válidas, mas as últimas pesquisas indicam não haver diferenças genéticas significativas que justifiquem a existência de duas subespécies na Península Ibérica e nove na Ásia. As evidências científicas apontam para a existência de duas espécies pertencentes ao género Cyanopica, uma na Península Ibérica (Cyanopica cooki) e outra na Ásia (Cyanopica cyanus). Esta última, por sua vez, contém a subespécie proveniente do Japão Cyanopica cyanus japonica, que aparenta estar suficientemente isolada da restante população para ser assim considerada.